# Приднестровско-российские отношения
Приднестровско-российские отношения — двусторонние дипломатические отношения между непризнанным государством Приднестровской Молдавской Республикой (Приднестровьем) и Россией. Москва официально не признает независимость Приднестровья; тем не менее, Россия поддерживает особые отношения с Приднестровьем в политической, военной, культурной и экономической сферах. Молдавия и ПАСЕ считают ПМР оккупированной Россией частью Молдавии.

## История
Приднестровская Молдавская Республика была создана местными экономическими элитами с особыми отношениями к советскому, а затем и российскому политическому центру.
Во время правления президента ПМР Игоря Смирнова (1991—2011) поддержание особых отношений с Россией было приоритетом Приднестровья. Россия являлась участником установленного во время правления Смирнова формата «5 + 2» для переговоров по урегулированию приднестровского конфликта, однако к концу срока его пребывания в должности Россия настаивала на смене главы государства на президентских выборах 2011 года в Приднестровье.
Во время визита в Киев в 2010 году президент России Дмитрий Медведев заявил, что поддерживает «особый статус» Приднестровья и признает «важную и стабилизирующую» роль российской армии. В начале 2010-х годов высказывалось мнение, что Россия стремится к так называемой «тайванизации» Приднестровья.
В 2021 году министр иностранных дел Приднестровья Виталий Игнатьев посетил Россию и встретился с российским послом по особым поручениям. В ходе беседы два представителя обсудили различные области российско-приднестровских отношений, в том числе пандемию COVID-19 в Приднестровье.

## Консульские отношения
В 2012 году Россия открыла консульство в Приднестровье, несмотря на протесты правительства Молдавии. Тем не менее, Россия не признала Приднестровье независимым государством.
В 2017 году Приднестровье открыло временное бюро в Москве. Александр Караман, бывший вице-президент Приднестровья (1990—2001) и бывший министр иностранных дел Донецкой Народной Республики (2014), возглавил бюро, которое вскоре было закрыто. Два года спустя в Москве открылось официальное дипломатическое бюро Приднестровья. Позже в том же году правительство Приднестровья обратилось к российским властям с вопросом, могут ли они выдавать паспорта и другие документы в дипломатическом бюро. Бюро находится на Поварской улице и на 2021 год его возглавляет Леонид Манаков, вице-президент Союза юристов Российской Федерации.